# Andreas Van Hoye

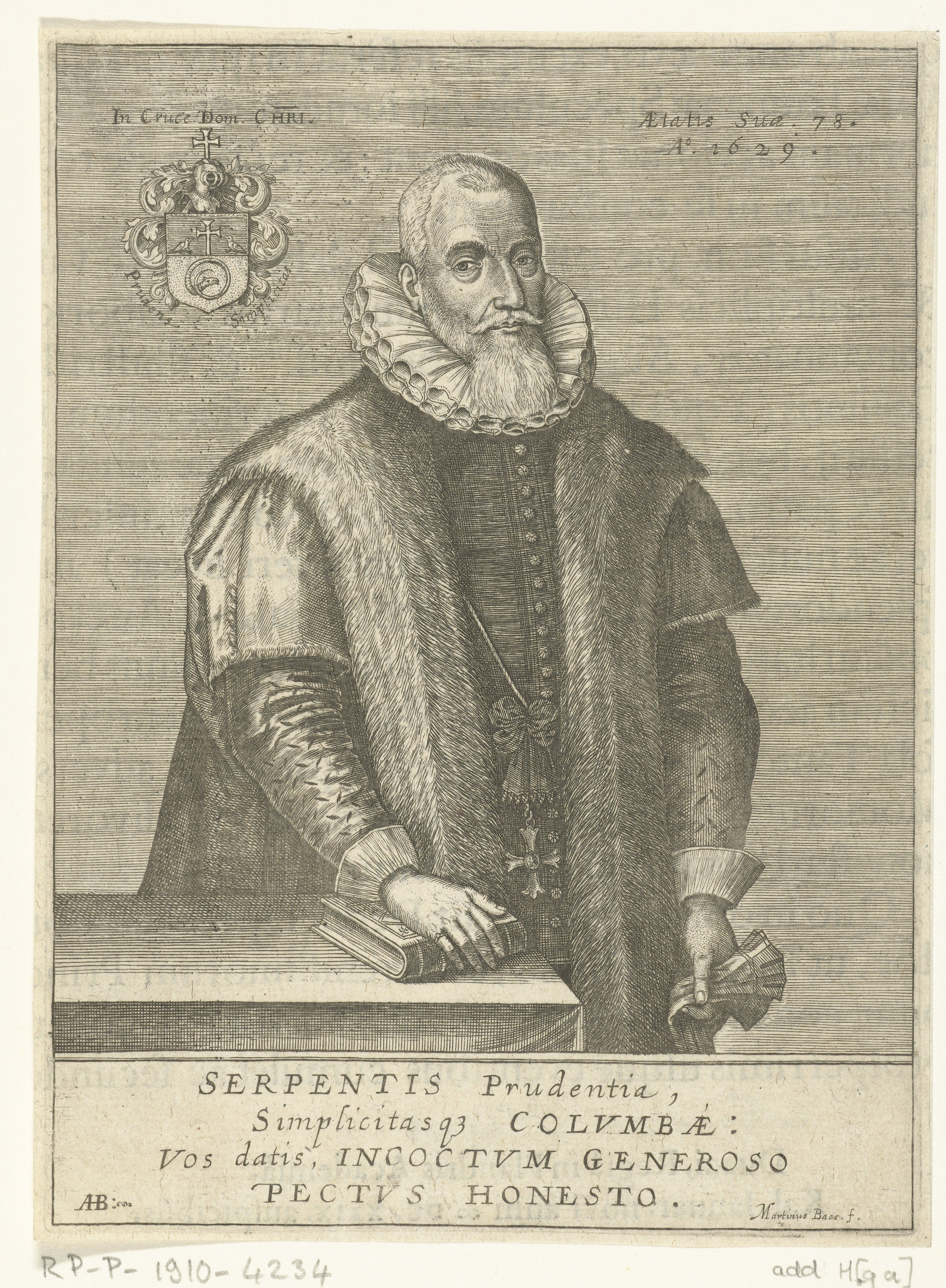
Andreas Van Hoye

Andreas van Hoye of Hoius (Brugge, 28 november 1551 - Douai, 1635) was een humanist en geleerd latinist en historicus.

## Levensloop
Hoius, zoon van Adriaan van Hoye, werd inwonend leerling ('refectionaal') bij de Sint-Donaaskerk. In 1567-1570 studeerde hij in Leuven, met de financiële steun van het Brugse kapittel en promoveerde er tot magister artium. Van 1570 tot 1573 was hij leraar in Brugge en werkte hij mee met de deken van het kapittel Jacobus Pamelius voor het publiceren van teksten van kerkvaders. 
In 1573 werd hij docent aan de Latijnse school en vervolgens aan het Seminarium Marianum in Atrecht. In 1583 werd hij docent aan een van de twee Latijnse scholen in Bethune, en ten slotte werd hij in 1593 hoogleraar Grieks, Latijn, welsprekendheid en geschiedenis aan de universiteit van Douai. Hij bleef dit ambt bekleden tot aan zijn dood en was in 1624 en 1627 rector van de universiteit.
Hij gaf behalve Latijnse gedichten ook redevoeringen in het licht en was vooral een beoefenaar van de geschiedenis. Valerius Andreas, wiens leermeester hij was, en Jan Frans Foppens prezen zijn vernuft, oordeel en poëtische kracht, maar Jacob Hendrik Hoeufft en Petrus Hofman Peerlkamp hielden hem voor een middelmatig dichter. Onder zijn studenten telde hij ook Antonius Sanderus en Justus de Harduwijn.
In Atrecht knoopte Hoius vriendschap aan met de auteur van gedichten in het Grieks Johannes Silvius, met de religieuze dichter Robertus Obrizius en met Jean Sarrazin, de abt van de Sint-Vaastabdij. Toen hij naar Bethune verhuisde kwamen daar nieuwe vrienden bij: Franciscus Moschus, beroemd predikant en dichter, Fredericus Jamotius (Jamot), rijke arts en auteur van Griekse gedichten en Gulielmus Varlincurius (de Warlincourt), schatbewaarder van Bethune en auteur van gelegenheidsverzen. In Douai ontstonden zijn vriendschappen met Justus Lipsius en met de humanist Nicolas-Claude Fabri de Peiresc. Hij bleef ook de contacten onderhouden met heel wat Brugse humanisten: Lucas Wyngaerdus, magistraat in het Brugse Vrije en hellenist, Olivier de Wree, Anselmus de Boodt en Zypeaus (Henricus Van den Zype), abt van de Sint-Andriesabdij. 
Hij was in 1583 in Bethune getrouwd met Maria van Wambeke en ze kregen verschillende kinderen. Hij bereikte de hoge leeftijd van vierentachtig jaar. In Douai werd hij opgevolgd door zijn zoon Timotheus Hoius (°1585), die was ingetreden bij de oratorianen.

## Publicaties
- Orationes III in Quodlibeticis Duaci quaestionibus pronuntiata: 
  - I. De nova apud Europaeos Monarchia, pro tempore et ad infrigendam Turcicae dominationis potentiam et adstabiliendum Christianae religionis statum.
  - II. De Gallicanis Capetiae stirpis Regibus satyra s. somnium.
  - III. De Gentis urbisque Atrebatum laudibus, Panegyris, Bethune/Douai.
- Pro Criticis Apologia ad J. Lipsium. Et altera pro Gregorio VII Pont. Max. adversus Q. Septimium Florentem Christianum, drukkerij Jan Bogaert, 1594.
- Dissertatiunculae III. De causis corruptae pronuntiationis L. Graecae: De Dialectorum sedibus ac coloniis: De Graeca Hagiographorum editione, editae cum libello ejusdem, de Germana ac recta L. Graecae pronuntiatione, quem Ορσοἐπεισν inscripsit, drukkerij Jan Bogaert, 1620.
- Oratio in funere Sereniss. Principis Alberti, 1621.
- Historia universa, sacra et profana ab orbe condito ad Christi Domini Natalem, cui Appendicis loco accessere. Chronologia ex libris Historiarum S. Orotii contexta, de VII primis Romanorum regibus syntagma. Item Orationes III eodem pertinentes:
  - I. De Mardochaei pietate et laudabili adversus Amonem Theomachum constantia.
  - II. De sociali Judae Machabaei foedere cum Romanis.
  - III. De Pharisaeis, vetere et praepotente apud Judaeos secta, drukkerij Bellerus, 1629.
- Matthaeus ac Machabaeus, sive constantia, Tragoediae sacrae; cum Elegis aliquot, drukkerij Jan Bogaert, 1587.
- Ezechiel Propheta, paraphrasi poëtica illustratus, drukkerij Bogaert, 1598.
- Pugna navalis ad Cassiteridas insulas, Anno 1582.
- Hij legde ook de Proverbiales formulas a Tertulliano usurpatas uit, die door Jac. Pamelius met de Opera Tertulliani zijn in het licht gegeven.

### Gedichten
- Men vindt gedichten van hem onder de Poëmata van Fredericus Jamotius, vóór de Praeludia Poëtica, J. Rijckii (Duac. 1606) en in de Delic. Poëtar. Belg., t. III, p. 1141.
- In de Fama posthuma J. Lipsii vindt men zijn Elegia Apologetica pro J. Lipsio.